# 서울강남지구
서울강남지구는 대한민국 서울특별시 강남구 자곡동, 세곡동, 율현동일원에 세워지고 있는 공공주택 지구이다. 면적은 0.94제곱 킬로미터에 총 수용 인원은 18,416인, 6,821세대이다. 특성화 계획으로는 디자인 보금자리이며, 인근 교통으로는 용인서울고속도로의 헌릉 나들목, 수서역, 분당내곡도시고속화도로가 있다.

## 같이 보기
- 강남구
- 서울서초지구

## 참고 문헌
- 이 문서에는 다음커뮤니케이션(현 카카오)에서 GFDL 또는 CC-SA 라이선스로 배포한 글로벌 세계대백과사전의 내용을 기초로 작성된 글이 포함되어 있습니다.